# Arlington House
38°52′52″N 77°4′22″V / 38.88111°N 77.07278°V
Arlington House (The R.E. Lee Memorial), er en bygning i ny-græsk stil, som ligger i Arlington i Virginia, nær Washington D.C.. Huset blev i mange år beboet af den amerikanske sydstatsgeneral Robert E. Lee og hans familie. Huset stammer fra hans svigerfamilie. 
Fra huset er der udsigt over Potomacfloden og centrum af Washington DC. 
Under den amerikanske borgerkrig blev jorden omkring Arlington House udvalgt til at huse en kirkegård for de mange faldne i krigen. Det blev til den sidenhen så berømte Arlington National Cemetery. Området blev til dels valgt netop fordi det tilhørte Lee, og man ville sikre sig at han ikke kunne vende tilbage til stedet. Siden ændrede holdningen til Lee sig, og bygningen er i dag et nationalt mindesmærke for Lee, som tegn på at han nyder bred respekt i både nord og syd. 

## Opførelse og tidlige historie
Bygningen blev opført af George Washington Parke Custis, et sted-barnebarn af George Washington som dengang var den mest prominente indbygger i det som dengang hed Alexandria County. Huset blev bygget på en 445 ha stor ejendom som Custis' far, John Parke Custis, købte i 1778. Custis navngav huset Arlington efter Custis familiens hjemsted på Østkysten af Virginia. Huset blev tegnet af George Hadfield, en engelsk arkitekt, som også arbejdede på Capitolbygningen i Washington. Nord og sydfløjene blev færdige mellem 1802 og 1804. Den store centerbygning og portico, der var 43 meter lang, blev færdiggjort 13 år senere. Det mest fremtrædende karakteristika ved huset er de 8 massive søjler i porticoen, der hver er 1,5 m i diameter.
I sin tid var Custis den mest prominent borger i det daværende Alexandria County, og huset blev besøgt af mange berømte mænd fra tiden, såsom marquis de La Fayette, som besøgte det i 1824. På Arlington eksperimenterede Custis med nye metoder til husdyrhold og andre former for landbrug. Ejendommen omfattede også Arlington Spring, et udflugtsområde på bredden af Potomac, som Custis oprindelig byggede for privat brug, men senere åbnede for offentligheden og endte med at drive som et forretningsforetagende. 
Det eneste af Custis' børn som overlevede til voksenalderen var Mary Anna Randolph Custis. Hun blev gift med Robert E. Lee (deres mødre var kusiner). Vielsen fandt sted på Arlington den 30. juni 1831, to år efter at Lee var blevet færdiguddannet på West Point. I 30 år boede Lee familien i Arlington House – når ikke de var udstationeret på militærposter rundt omkring i landet. Seks af deres syv børn blev født i Arlington House. 
Da George Washington Parke Custis døde i 1857 efterlod han Arlington ejendommen til til Mrs. Lee i hendes livstid og derefter til Lees' ældste søn, George Washington Custis Lee. Ejendommen trængte til at blive renoveret og reorganiseret og Lee, som eksekutor, tog orlov fra hæren indtil 1860 for at gennemføre de nødvendige forbedringer af landbruget og økonomien. 

## Borgerkrigen
Ved udbruddet af den amerikanske borgerkrig i 1861 trådte Virginia ud af Unionen. Oberst Robert E. Lee, som på det tidspunkt havde gjort tjeneste i den amerikanske hær i 32 år blev tilbudt kommandoen over Unionshæren, men Lee følte ikke at han kunne vende ryggen til sin hjemstat Virginia og besluttede i stedet at træde ud af Unionshæren og han blev straks øverstkommanderende for staten Virginias styrker. Senere blev han general i Amerikas Konfødererede Staters hær. 
Lee var bekymret for sin kones sikkerhed – hun boede stadig på Arlington House – og overtalte hende til at forlade ejendommen midlertidigt. Det lykkedes hende at bringe nogle af familiens værdigenstande i sikkerhed. 
Unionsstyrker besatte Arlington House inden der var gået en måned efter Fort Sumter og brugte det som hovedkvarter for officerer der havde opsyn med nogle af de forter som var en del af forsvaret af Washington. Mange af familiens resterende ejendele blev flyttet til den gamle patentkontorsbygning for sikker opbevaring. 
I 1864 var de militære kirkegårde i og omkring Washington fyldt op og general Montgomery C. Meigs valgte hurtigt Arlington som sæde for en nye kirkegård. Meigs, der var fra Georgia havde tjent under Lee i Unionshæren og hadede alle Sydstatsfolk, som kæmpede mod Unionen, gav ordre til at der skulle anlægges grave lige udenfor hoveddøren, for at forhindre at Lee familien nogensinde vendte tilbage. Meigs overvågede selv begravelsen af 26 unionssoldater i Mrs. Lee's rosenhave. I oktober blev Meigs' egen søn dræbt i krigen, og han blev også begravet på Arlington.
Hverken Robert E. Lee eller hans kone satte nogensinde deres fod på ejendommen igen. Mary Custis Lee besøgte ejendommen kort før sin død, men blev overvældet af følelser og var ude af stand til at gå ind. 

## Efter krigen
Den føderale regering havde konfiskeret ejendommen i 1864 med den begrundelse af der ikke var blevet betalt ejendomsskat. Robert E. Lee og hans kone bragte aldrig denne afgørelse for en domstol. Efter Lee's død i 1870 bragte den ældste søn, George Washington Custis Lee, afgørelsen for den lokale domstol, og i 1882 tildelte De Forenede Staters Højesteret ham kompensation for både bygning og jord. 
I 1920 omdøbte den lovgivende forsamling i Virginia Alexandria County til Arlington County, til ære for Robert E. Lee og for at afslutte den daværende forvirring mellem Alexandria County byen Alexandria.
I 1925 begyndte krigsministeriet at restaurere bygning og i 1933 blev den overført til National Park Service. Kongressen udpegede bygningen som et mindesmærke over Lee i 1955, og det blev optaget i National Register of Historic Places i 1966.
I dag forvaltes bygningen af National Park Service som et mindesmærke over Robert E. Lee mens området omkring bygningen, kendt som Arlington National Cemetery, styres af krigsministeriet.